# Porsche-Diesel AP 16

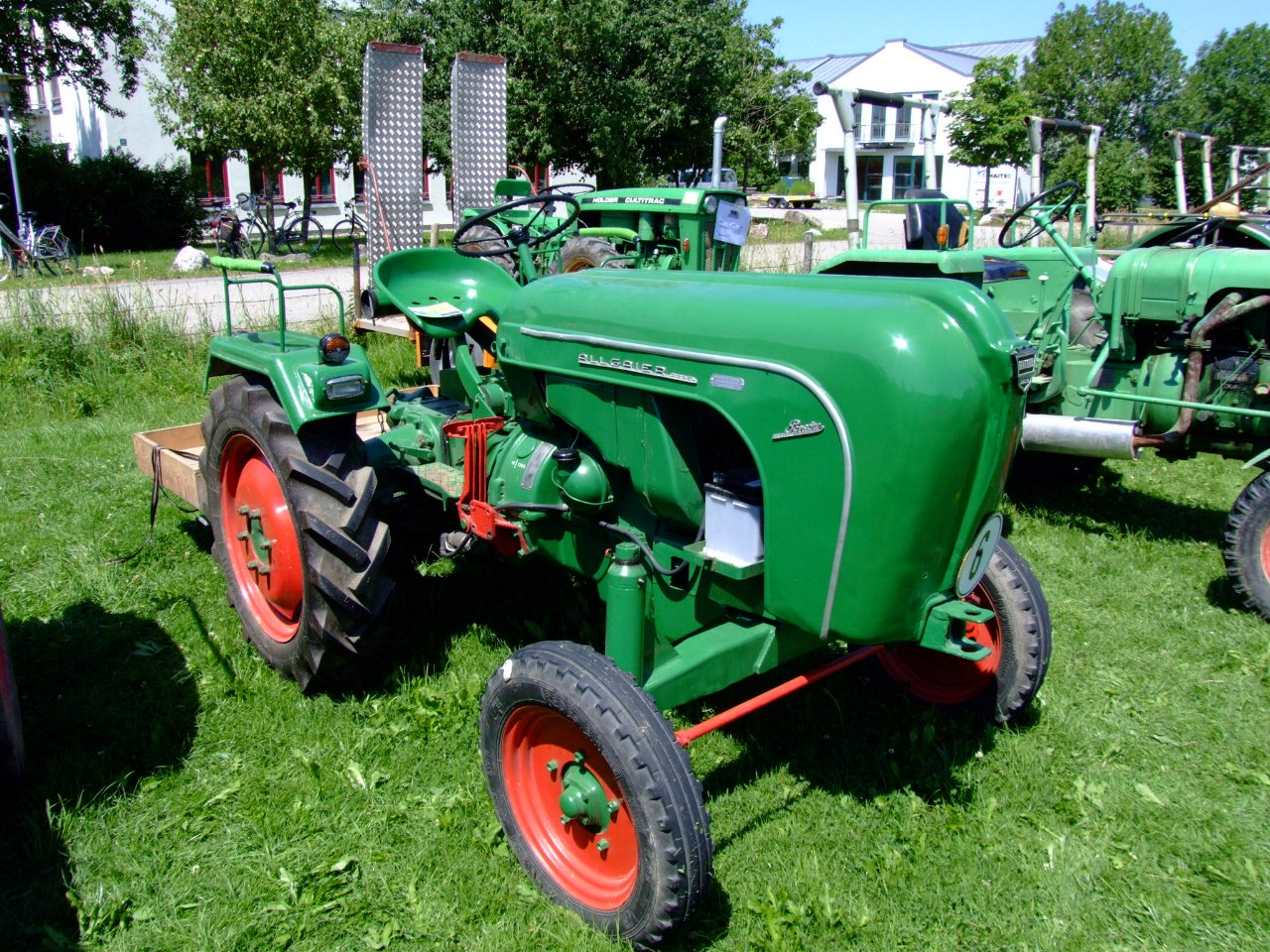
AP16-Traktor von Allgaier

Der Porsche-Diesel AP 16 ist ein Traktor der Porsche-Diesel Motorenbau GmbH, die ihren Sitz in Friedrichshafen am Bodensee hatte und die Traktorenfertigung der Allgaier Werke für den AP 16 von 1950 bis 1951 übernahm.
Der Vorgänger des Porsche-Diesel AP 16 war der Schlepper Typ 313, eine Neuauflage des 20 PS starken Volksschleppers. Der AP 16 war zwischen 950 und 1017 kg schwer und hatte einen 16 PS starken Motor der den AP 17 ablösen sollte. Der luftgekühlte 2-Zylinder-/4-Takt-Reihen-Wirbelkammer-Dieselmotor war mit einer Luftkühlung ausgestattet, was zur Folge hatte, dass die Baureihe vom Geräuschpegel lauter waren, aber vergleichsweise wenig Wartung durchgeführt werden musste.